# Historiografia marxista
A historiografia marxista, ou historiografia histórica, é uma escola de historiografia influenciada pelo marxismo. Os principais dogmas da historiografia marxista são a centralidade dos constrangimentos de classes sociais e econômicas na determinação dos resultados históricos. [carece de fontes?]
A historiografia marxista fez contribuições para a história da classe trabalhadora, nacionalidades oprimidas e a metodologia de  história a partir de baixo. O principal aspecto problemático da historiografia marxista tem sido um argumento sobre a natureza da história como "determinada" ou "dialética"; isso também pode ser declarado como a importância relativa dos objetivos da  subjetividade e Objetividade (jornalismo) na criação de resultados. [carece de fontes?]
A história marxista é geralmente determinística: postula uma direção da história, em direção a um estado final da história como sociedade humana. A historiografia marxista, isto é, a escrita da história marxista de acordo com os princípios historiográficos, é geralmente vista como uma ferramenta. Seu objetivo é trazer os oprimidos pela história para autoconsciência, e armá-los com táticas e estratégias da história: é tanto um projeto histórico quanto um projeto libertador. [carece de fontes?]
Os historiadores que usam a metodologia marxista, mas discordam da corrente dominante do marxismo, frequentemente descrevem a si mesmos como historiadores "marxistas" (com um "M" minúsculo). Métodos da historiografia marxista, como a análise de classes, podem ser divorciados da intenção liberatória da historiografia marxista; tais praticantes referem-se frequentemente ao seu trabalho como "marxiano". [carece de fontes?]